# Карла Гравіна
Карла Гравіна (італ. Carla Gravina; нар. 5 серпня 1941, Джемона-дель-Фріулі, Італія) — італійська акторка.

## Біографія
Дебютувала в кіно в 15 років у фільмі «Guendalina» (1957), і це було початком довгої акторської кар'єри. Починаючи з 60-х актриса працює в театрі. У 1960 році, граючи Джульєтту на шекспірівському фестивалі, зустрілася з актором Джан-Марія Волонте, який став супутником її життя і батьком дочки Джованни. Волонте і Гравіна разом брали участь в політичному житті Італії. Крім театру і кіно, Карла Гравіна також брала участь у багатьох телевізійних проектах. У 90-ті роки Карла присвятила себе виключно театру.

## Фільмографія

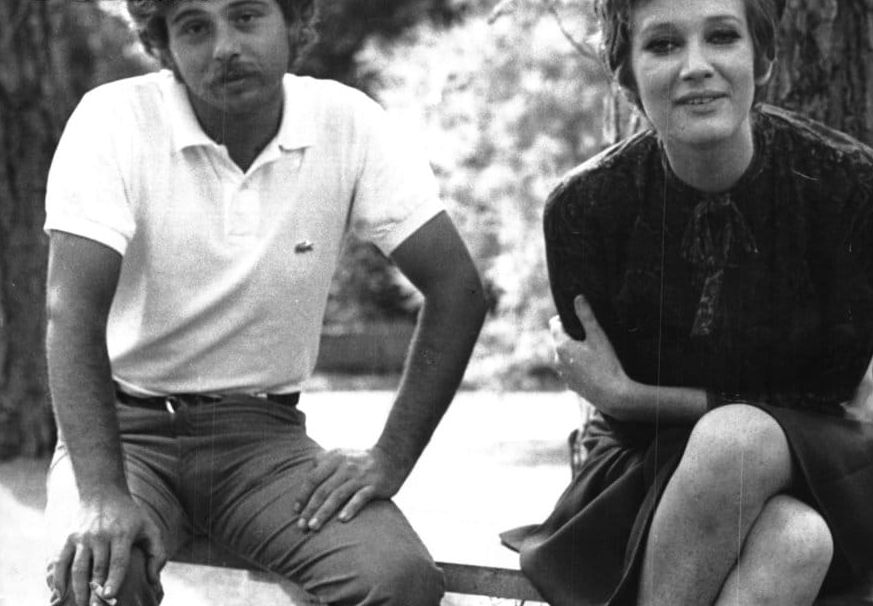
Режисер Сальваторе Сампері та Карла Гравіна під час зйомок Серце матері (фільм, 1969), 1969 рік

## Джерело
- Carla Gravina на сайті IMDb (англ.)